# Четырёхугольник Саккери

Четырёхугольники Саккери на евклидовой, эллиптической и гиперболической плоскостях

Четырёхугольник Саккери — четырёхугольник с двумя равными боковыми сторонами, перпендикулярными основанию. Назван в честь Джироламо Саккери, который использовал его в своей книге «Евклид, очищенный от всех пятен» (Euclides ab omni naevo vindicatus, впервые опубликована в 1733 году). Саккери в этой работе попытался доказать пятый постулат, используя метод «от противного».
Ранее, в конце XI века, четырёхугольник Саккери был также рассмотрен Омаром Хайямом.
В четырёхугольнике Саккери {\displaystyle ABCD} стороны {\displaystyle AD} и {\displaystyle BC} равны по длине и перпендикулярны к основанию {\displaystyle AB}.
Углы при {\displaystyle C} и {\displaystyle D} называются верхними углами, два остальных угла — нижними.
Полезное свойство четырёхугольника Саккери заключается в том, что тип содержащей его плоскости однозначно определяется ответом на всего лишь один вопрос:
Являются ли верхние углы прямыми, тупыми или острыми?
Оказывается, когда верхние углы прямые, на плоскости выполняется пятый постулат, когда они острые, плоскость гиперболическая, а когда тупые, плоскость эллиптическая (при условии внесения некоторых дополнительных изменений в постулаты). 
Саккери надеялся, что случаи тупых и острых углов приводят к противоречию с аксиомами Евклида. 
Он показал это в случае тупых углов, и, как ему казалось, в случае острых тоже (что было заведомо неверно).

## История
Четырёхугольник Саккери был впервые рассмотрен Омаром Хайямом в конце XI века.
В отличие от многих до и после него, Хайям не пытался доказать пятый постулат как таковой, он опирался на эквивалентный постулат из «принципов философа» (Аристотель):
Две сходящиеся прямые линии пересекаются, и невозможно, чтобы две сходящиеся прямые линии стали расходиться в направлении, в котором они ранее сходились.
Хайям рассмотрел все три возможности для верхних углов четырёхугольника Саккери и доказал ряд теорем. Он (правильно) опроверг тупые и острые случаи на основании его постулата и вывел отсюда классический постулат Евклида.
600 лет спустя Джордано Витале использовал четырёхугольник Саккери в доказательстве того, что если три точки находятся на равном расстоянии от основания {\displaystyle AB} и верхней стороны {\displaystyle CD}, то {\displaystyle AB} и {\displaystyle CD} всюду лежат на одинаковом расстоянии.
Сам Саккери в своём длинном доказательстве постулата предположил, что верхние углы острые, после чего, сам того не подозревая, вывел отсюда много теорем геометрии Лобачевского. В конце книги он совершил ошибку и пришёл к мнимому противоречию, откуда заключил, что сумел доказать пятый постулат.

## Свойства
Пусть {\displaystyle ABCD} — четырёхугольник Саккери с основанием {\displaystyle AB}. Следующие свойства верны в любой гиперболической геометрии:
- Верхние углы ({\displaystyle C} и {\displaystyle D}) равны и являются острыми.
- Верхняя сторона длиннее основания.
- Отрезок, соединяющий середину основания и середину верхней стороны, перпендикулярен основанию и верхней стороне.
  - Также этот отрезок делит четырёхугольник на два четырёхугольника Ламберта.
- Отрезок, соединяющий середины боковых сторон, не перпендикулярен ни одной из сторон.

## Формула
В гиперболической плоскости постоянной кривизны {\displaystyle -1} верхняя сторона {\displaystyle s} в четырехугольнике Саккери может быть выражена через боковую сторону {\displaystyle l} и основание {\displaystyle b} с помощью формулы
{\displaystyle \cosh s=\cosh b\cdot \cosh ^{2}l-\sinh ^{2}l.}

## Примеры
Гиперболическая плоскость допускает замощения некоторыми четырёхугольниками Саккери:
| Симметрия *3322 | Симметрия *∞22 |